# Distrito Escolar Independiente de Round Rock

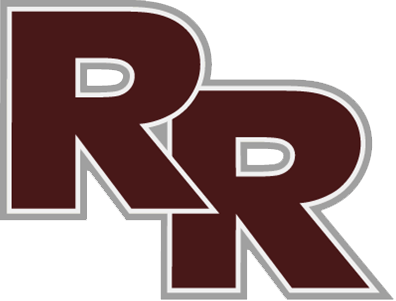
Logo.

El Distrito Escolar Independiente de Round Rock (Round Rock Independent School District) es un distrito escolar de Texas. Tiene su sede en Round Rock. El distrito tiene más de 40.000 estudiantes. Sirve a Round Rock, una parte de Austin, una parte de Cedar Park y áreas no incorporadas en el Condado de Travis y el Condado de Williamson.

## Escuelas
Escuelas preparatorias:
- McNeil High School
- Round Rock High School
- Stony Point High School
- Cedar Ridge High School
- Westwood High School

Otros escuelas:
- Canyon Vista Middle School
- Cedar Valley Middle School
- Chisholm Trail Middle School
- Deerpark Middle School
- C.D. Fulkes Middle School
- Noel Grisham Middle School
- Hopewell Middle School
- Ridgeview Middle School
- James G. Walsh Middle School

Escuelas primeros:
- Anderson Mill Elementary School
- Berkman Elementary School
- Blackland Prairie Elementary School
- Bluebonnet Elementary School
- Brushy Creek Elementary School
- Cactus Ranch Elementary School
- Caldwell Heights Elementary School
- Neysa Callison Elementary School
- Canyon Creek Elementary School
- Kathy Caraway Elementary School (Primero, fue North Oaks Elementary. El nombre se ha cambiado en 2005 después de la primera director de la escuela, Kathy Caraway, murió)
- Deep Wood Elementary School
- Double File Trail Elementary School
- Fern Bluff Elementary School
- Forest Creek Elementary School
- Forest North Elementary School
- Gattis Elementary School
- Great Oaks Elementary School
- Jollyville Elementary School
- Laurel Mountain Elementary School
- Live Oak Elementary School
- Old Town Elementary School
- Patsy Sommer Elementary School
- Pond Springs Elementary School
- Purple Sage Elementary School
- Robertson Elementary School
- Spicewood Elementary School
- Teravista Elementary School
- Union Hill Elementary School
- Xenia Voigt Elementary School
- Wells Branch Elementary School